# Leonardo Piepoli
Leonardo Piepoli est un coureur cycliste italien né le 29 septembre 1971 à La Chaux-de-Fonds en Suisse. 
Professionnel de 1995 à 2008, il s'est distingué en montagne. Il a remporté des étapes sur le Giro et la Vuelta et a été meilleur grimpeur du Tour d'Italie 2007. Il a également remporté le Tour de Castille-et-León (1999), le Tour de Burgos (2000), le Tour des Asturies (2002) et détient le record de victoires sur la Subida a Urkiola avec quatre succès et sur le Tour d'Aragon avec trois succès (2000, 2002 et 2003). En 2008, il est exclu de son équipe à la suite du contrôle positif à l'EPO de troisième génération (Continuous Erythropoietin Receptor Activator - CERA) de son coéquipier Riccardo Riccò sur le Tour de France, puis est lui-même contrôlé positif à cette substance.

## Biographie
Grimpeur de gabarit très léger (1,72 m, 52 kg), Leonardo Piepoli passe professionnel en 1995. Il se distingue lors du Tour de France 1996 avec la petite équipe italienne Refin sur la montée d'Hautacam où il termine derrière l'intouchable Bjarne Riis avec les outsiders Richard Virenque et Luc Leblanc. Deux ans plus tard, il fut le dernier à pouvoir accompagner avant de céder sur le duo Ullrich-Pantani lors de la montée du col de la Madeleine. Il a remporté l'essentiel de ses succès sous les couleurs de l'équipe Banesto. Il était l'un des meilleurs grimpeurs du peloton dans les très forts pourcentages. Il a obtenu des places dans les 15 premiers des 3 grands Tours, ce qui montre bien une grande régularité sur les courses à étapes. À partir de 2004, il court pour l'équipe Saunier Duval.
Vainqueur d'étape à Hautacam sur le Tour de France 2008, il est licencié par son équipe le 18 juillet en même temps que son coéquipier Riccardo Riccò à la suite de l'annonce du contrôle antidopage positif à l'EPO de ce dernier, pour « violation du code éthique de l'équipe ». En octobre, le Comité olympique italien annonce qu'il a été contrôlé positif à l'EPO à deux reprises lors du Tour, à la suite de nouvelles analyses. Il reconnaît ensuite les faits et déclare qu'il avait « commis une faute » et qu'il devait « être puni ». En janvier 2009, le Comité olympique italien prononce une suspension de deux ans à son encontre. De fait et considérant son âge, il arrête sa carrière.
Malgré ce passé sulfureux, Leonardo Piepoli devient en octobre 2021 un des entraîneurs de l'équipe espagnole Movistar. 

## Palmarès

### Palmarès amateur
- 1992
  - Trofeo Pigoni e Miele
  - 2e de Bassano-Monte Grappa
  - 2e du Tour de la Vallée d'Aoste
- 1993
  - Trofeo Pigoni e Miele
  - Mémorial Gaetano Scirea
- 1994
  - Tour d'Italie espoirs
  - Bassano-Monte Grappa
  - Schio-Ossario del Pasubio
  - Firenze-San Patrignano

### Palmarès professionnel
| - 1995 - Subida a Urkiola - 2e et 3e épreuves du Trofeo dello Scalatore - 2e du Tour du Latium - 6e de la Classique de Saint-Sébastien - 1996 - 4e étape du Tour du Trentin - 4e étape de la Semaine bergamasque - 2e de la Semaine bergamasque - 1997 - 3e du Tour du Trentin - 3e du Trofeo dello Scalatore II - 1998 - 4e étape du Tour de Burgos - 2e épreuve du Trofeo dello Scalatore - 2e du classement général du Trofeo dello Scalatore - 2e du Trofeo dello Scalatore I - 3e du Trofeo dello Scalatore III - 3e de la Classique de Saint-Sébastien - 1999 - Tour de Castille-et-León : - Classement général - 2e étape - 4e étape du Tour de Burgos - Subida a Urkiola - 3e du Tour d'Aragon - 8e du Tour d'Espagne - 2000 - Tour d'Aragon : - Classement général - 2e étape - 2ea étape du Critérium international - Tour de Burgos : - Classement général - 3e étape - 2e de la Subida a Urkiola - 3e du Tour de Catalogne - 10e du Tour d'Italie - 2001 - 2e du Tour du Trentin - 10e du Critérium du Dauphiné libéré | - 2002 - Tour d'Aragon : - Classement général - 1re étape - Tour des Asturies : - Classement général - 4e étape - 3e du Tour de Castille-et-León - 6e du Tour de Catalogne - 2003 - Subida a Urkiola - Subida al Naranco - Tour d'Aragon : - Classement général - 1re étape - 2004 - Subida a Urkiola - 9e étape du Tour d'Espagne - 3e du Tour de Romandie - 3e du Tour d'Aragon - 3e de la Subida al Naranco - 3e du Tour de Burgos - 2005 - 4e étape du Tour de Catalogne - 2e du Tour de Catalogne - 10e du Tour de Suisse - 2006 - 13e et 17e étapes du Tour d'Italie - 8e du Critérium du Dauphiné libéré - 2007 - Tour d'Italie : - Vainqueur du classement de la montagne - 10e étape - 9e étape du Tour d'Espagne - 10e du Critérium du Dauphiné libéré |  |

### Résultats sur les grands tours

#### Tour de France
6 participations
- 1996 : 17e
- 1998 : 14e
- 2000 : non-partant (18e étape)
- 2001 : 44e
- 2005 : 23e
- 2008 : non-partant (12e étape), disqualifié de sa victoire à la 10e étape

#### Tour d'Italie
10 participations
- 1995 : abandon (14e étape)
- 1996 : 38e
- 1997 : abandon (21e étape)
- 1998 : 16e
- 1999 : abandon (13e étape)
- 2000 : 10e
- 2001 : non-partant (6e étape)
- 2006 : 11e, vainqueur des 13e et 17e étapes
- 2007 : 14e, vainqueur du  classement de la montagne et de la 10e étape
- 2008 : abandon (15e étape)

#### Tour d'Espagne
7 participations
- 1997 : 26e
- 1999 : 8e
- 2003 : 23e
- 2004 : 27e, vainqueur de la 9e étape
- 2005 : 35e
- 2006 : 13e
- 2007 : non-partant (12e étape), vainqueur de la 9e étape

## Distinctions
- Mémorial Gastone Nencini (révélation italienne de l'année) : 1995